# مقبره‌های سلطنتی دودمان چوسان
مقبره‌های سلسله چوسان به ۴۰ مقبره اعضای خاندان یی اطلاق می‌شود که بین سال‌های ۱۳۹۲ تا ۱۹۱۰ بر کره (در آن زمان به نام چوسان و بعداً به عنوان امپراتوری کره شناخته می‌شد) حکومت می‌کردند. این مقبره‌ها در ۱۸ نقطه در سراسر شبه‌جزیره کره پراکنده شده‌اند. آنها برای تکریم و احترام به اجداد و دستاوردهای آنها و ابراز اقتدار سلطنتی خود ساخته شده‌اند. این مقبره‌ها از سال ۲۰۰۹ به عنوان میراث جهانی یونسکو به ثبت رسیده است. دو مقبره دیگر چوسان، واقع در که‌‌سونگ، کره شمالی پیشنهاد شد، اما ارائه نشد.

## مقبره‌ها
مقبره‌ها به دو نوع طبقه‌بندی می‌شوند. پادشاهان و ملکه‌ها و کسانی که پس از مرگ لقب پادشاه یا ملکه به آنها اعطا شد، در مقبره‌هایی از نوع reung (陵؛ 릉) دفن شدند. ولیعهدها و همسرانشان در مقبره‌هایی از نوع won (園؛ 원) دفن شدند.
سایر اعضای خانواده سلطنتی در مقبره‌هایی از نوع myo (墓؛ 묘) دفن شدند.
مقبره‌های سلطنتی در ۱۸ مکان پراکنده هستند که بسیاری از آنها تا ۴۰ کیلومتری سئول قرار دارند. به عنوان مثال، Jangneung در یونگ وول، استان گانگوون، در حالی که Yeongneung در یئوجو، استان استان گیونگ‌گی است. مقبره‌ها برای افراد و همچنین گروه‌های خانوادگی ساخته می‌شد. ۴۰ مقبره از نوع رینگ و ۱۳ مقبره وون وجود دارد، بنابراین در مجموع ۵۳ مقبره سلطنتی ایجاد شده است.
مقبره‌های سلطنتی دوران چوسان از دستورالعمل‌هایی پیروی می‌کردند که در متون کنفوسیوس چینی، مانند کتاب مناسک (لی‌چی) و آیین‌های ژو (ژو لی) آمده است. هنگام تصمیم‌گیری برای مکان مقبره، عوامل زیادی در نظر گرفته می‌شوند، مانند فاصله از هانسئونگ (سئول کنونی)، فاصله بین مقبره‌های سلطنتی دیگر، دسترسی به مکان، و سنت‌های کره‌ای پونگسو (ژئومانسی). تردد در ساخت مقبره، آداب دفن سنتی کره و محیط طبیعی نیز در نظر گرفته شده است.
اکنون فهرستی (به ترتیب حروف الفبا) از مقبره‌های منفرد (یا دسته‌هایی از) وجود دارد. دو مقبره سلطنتی دیگر از سلسله چوسان در که‌‌سونگ، کره شمالی وجود دارد، به نام‌های جرئونگ (제릉) (مقبره ملکه سینویی، همسر اول پادشاه تائجو) و هورونگ (후릉) (آرامگاه پادشاه جونگجونگ و ملکه جونگان).

### خوشه دونگورونگ (동구릉)
۳۷°۳۷′۱۱″ شمالی ۱۲۷°۰۷′۵۳″ شرقی / ۳۷٫۶۱۹۷۲°شمالی ۱۲۷٫۱۳۱۳۹°شرقی
این خوشه بهترین نمونه از مقبره‌های گروهی از دوران چوسان است و نشان‌دهنده سیر تحول معماری مقبره در یک دوره پانصد ساله است. هفت پادشاه و ده ملکه در ۹ مقبره رئونگ دفن شده‌اند. قابل توجه‌ترین در این گروه Geonwolleung (건원릉) برای پادشاه تائجو، بنیانگذار سلسله چوسان است. مقبره‌های دیگر این خوشه عبارتند از Gyeongneung (경릉) (پادشاه هئونجونگ و دو همسرش، ملکه هیوهیون و ملکه هیوجونگ)، Hyereung (혜릉) (ملکه دانوی، همسر اول پادشاه گیئونگ‌جونگ)، Hwireung (휘릉) (ملکه جانگ‌یول دومین همسر پادشاه اینجو)، مونگ نیونگ (목릉) (شاه سئونجو و دو همسرش، ملکه اوین و ملکه اینموک)، سونگ نیونگ (숭릉) (پادشاه هیئونجونگ و ملکه میونگ سونگ)، سورونگ (수릉) (ولیعهد هیومیونگ، که پس از مرگ به عنوان پادشاه مونجو مورد تجلیل قرار گرفت)، و ملکه سینجونگ، وولئونگ (원릉) (پادشاه یونگ‌جو و همسر دومش، ملکه جئونگ سون) و میونگ بینمیو (명빈묘) (همسر نجیب سلطنتی میونگ از قبیله آندونگ کیم، صیغه سلطنتی پادشاه تائجونگ). این خوشه در ساحل غربی جریان وانگسوکچئون در شهر گوری، استان گیونگ‌گی واقع شده است.

### گوانگ‌نیونگ (광릉)
۳۷°۴۵′۰۸″ شمالی ۱۲۷°۱۰′۳۸″ شرقی / ۳۷٫۷۵۲۲۲°شمالی ۱۲۷٫۱۷۷۲۲°شرقی

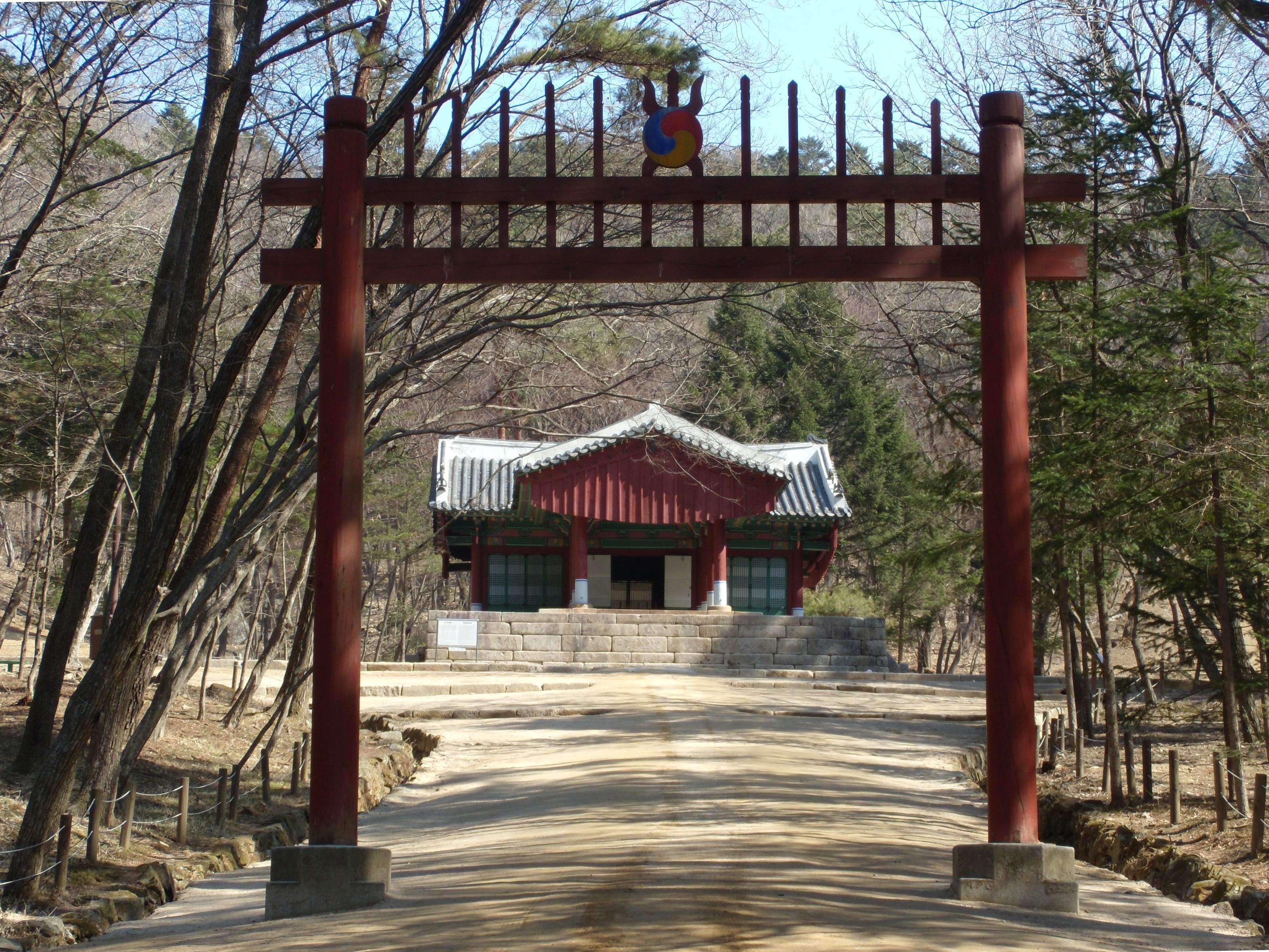

گوانگ‌نئونگ یک جفت مقبره در شهر نامیانگجو در استان گیونگ‌گی است. این مقبره‌ها که به شکل V چیده شده‌اند، بقایای پادشاه سجو و همسرش ملکه جونگ‌هویی را در خود جای داده‌اند. آنها به ترتیب در سال‌های ۱۴۶۸ و ۱۴۸۳ ساخته شدند. گوانگ‌نئونگ از این جهت مهم است که تغییراتی که در معماری مقبره‌های سلطنتی رخ می‌دهد در ساخت آن مشهود است. در این مقبره سنگ‌های غربالگری نصب نشده بود. به جای سنگ تابوت بیرونی از آهک زنده استفاده شد. شکست دیگر از سنت این بود که دسترسی محترمانه ساخته نشده بود. در نهایت، تنها یک زیارتگاه آیینی T شکل برای هر دو گوردخمه ساخته شد. این تغییر در معماری مقبره ناشی از آخرین خواسته‌های پادشاه است و منعکس کننده سبک جدید مقتصدی است که بر ساخت مقبره سلطنتی بعدی تأثیر گذاشته است.

### هونی‌لونگ (헌인릉)
هونی‌لونگ: ۳۷°۲۷′۵۸″ شمالی ۱۲۷°۰۴′۵۹″ شرقی / ۳۷٫۴۶۶۱۱°شمالی ۱۲۷٫۰۸۳۰۶°شرقی
ایلونگ: ۳۷°۲۷′۵۸″ شمالی ۱۲۷°۰۴′۵۰″ شرقی / ۳۷٫۴۶۶۱۱°شمالی ۱۲۷٫۰۸۰۵۶°شرقی
این سایت در جنوب سئول و در پایین دامنه جنوبی کوه Daemosan واقع شده است. Heolleung یک جفت مقبره است که بقایای پادشاه تائجونگ و ملکه وونگ‌یانگ را در خود جای داده است، در حالی که Illeung یک تپه منفرد است که دویست متر در غرب قرار دارد و بقایای پادشاه سانجو و ملکه سون‌وون را در خود جای داده است.

### هونگیورونگ (홍유릉)
Hongneung: ۳۷°۳۷′۵۲″ شمالی ۱۲۷°۱۲′۴۵″ شرقی / ۳۷٫۶۳۱۱۱°شمالی ۱۲۷٫۲۱۲۵۰°شرقی
Yureung: ۳۷°۳۷′۵۰″ شمالی ۱۲۷°۱۲′۳۳″ شرقی / ۳۷٫۶۳۰۵۶°شمالی ۱۲۷٫۲۰۹۱۷°شرقی
Yeongwon: ۳۷°۳۷′۴۶″ شمالی ۱۲۷°۱۲′۵۶″ شرقی / ۳۷٫۶۲۹۴۴°شمالی ۱۲۷٫۲۱۵۵۶°شرقی
سبک دو مقبره اصلی منعکس کننده تغییرات سیاسی است که کره در روزهای رو به زوال سلسله چوسان تجربه کرده است. با اعلام امپراتوری کره، سبک مقبره‌های دو فرمانروای آخر، امپراتور گوجونگ و امپراتور سونجونگ به گونه‌ای طراحی شد که نشان دهنده وضعیت جدید آنها باشد. هونگ‌نیونگ بقایای امپراتور گوجونگ و امپراتریس میونگ‌سونگ را در خود جای داده است. یورونگ بقایای امپراتور سونجونگ و دو همسرش، امپراتریس سانمیونگ و امپراتریس سونجونگ را در خود دارد. مقبره‌های قابل توجه دیگر عبارتند از Yeongwon (영원)، مقبره Yi Un، ولیعهد Euimin و Yi Bang-ja، ولیعهد Euimin. آنها در شهر نامیانجو، درست در شرق سئول واقع شده‌اند.

### جانگ‌نونگ (گیمپو) (김포 장릉)
۳۷°۳۶′۴۷″ شمالی ۱۲۶°۴۲′۴۰″ شرقی / ۳۷٫۶۱۳۰۶°شمالی ۱۲۶٫۷۱۱۱۱°شرقی
سه مکان با مقبره چوسان به نام Jangneung وجود دارد. این مقبره دوگانه خاص در گیمپو، استان گیونگگی، در نزدیکی مرز اینچئون یافت می‌شود. بقایای شاهزاده جونگ وون (که پس از مرگ به عنوان پادشاه وونجونگ مفتخر شد) و ملکه اینهئون، پدر و مادر پادشاه اینجو، در آن نگهداری می‌شود.

### جانگ‌نونگ (پاجو) (파주 장릉)
۳۷°۴۶′۲۵″ شمالی ۱۲۶°۴۲′۲۹″ شرقی / ۳۷٫۷۷۳۶۱°شمالی ۱۲۶٫۷۰۸۰۶°شرقی
این مقبره در پاجو، استان گیونگگی، در نزدیکی محل تلاقی رودخانه‌های ایمجین و هان، جایی که رصدخانه اوسوسان مشرف به کره شمالی است، قرار دارد. بقایای پادشاه اینجو و همسر اولش ملکه اینیول در آن نگهداری می‌شود.

### جانگ‌نونگ (یونگ‌وول) (영월 장릉)
۳۷°۱۱′۵۱″ شمالی ۱۲۸°۲۷′۱۱″ شرقی / ۳۷٫۱۹۷۵۰°شمالی ۱۲۸٫۴۵۳۰۶°شرقی
این مقبره در شهرستان یونگ وول، استان گانگوون قرار دارد و دورترین مقبره از پایتخت است و بقایای پادشاه دانجونگ در آن نگهداری می‌شود.

### جانگ‌نونگ (정릉)
نباید با Jeongneung مشهورتر در منطقه کوه بوکانسان اشتباه گرفت. این مقبره نیز در سئول اما در شمال رودخانه هان است. بقایای ملکه سیندئوک، همسر دوم پادشاه تاجو در آن نگهداری می‌شود.

### اولئونگ (온릉)
اولئونگ مقبره‌ای است که در یانگجو، استان گیونگگی، درست در شمال تقاطع بزرگراه Songchu اولین رینگ منطقه پایتخت واقع شده است. بقایای ملکه دانگیونگ، همسر اول پادشاه جونگجونگ در آن نگهداری می‌شود.

### خوشه Paju Samneung (파주 삼릉)
گونگنونگ:۳۷°۴۴′۴۵″ شمالی ۱۲۶°۴۹′۴۸″ شرقی / ۳۷٫۷۴۵۸۳°شمالی ۱۲۶٫۸۳۰۰۰°شرقی</link> ۳۷°۴۴′۴۵″ شمالی ۱۲۶°۴۹′۴۸″ شرقی / ۳۷٫۷۴۵۸۳°شمالی ۱۲۶٫۸۳۰۰۰°شرقی
گونگ نئونگ (공릉) (ملکه جانگسون، همسر اول پادشاه یجونگ)، سولئونگ (술릉) (ملکه گونگه، همسر اول پادشاه سونگ جونگ و خواهر کوچکتر ملکه جانگسون) و یئونگ نیونگ (영릉) (ولیعهد هیوژانگ) در این خوشه قرار دارند. که پس از مرگ به عنوان پادشاه جین جونگ و ملکه هیوسون تجلیل شد). در شهر پاجو، استان گیونگگی واقع شده است. Yeongneung را نباید با مقبره پادشاه Sejong در Yeoju اشتباه گرفت.

### سارونگ (사릉)
این مقبره در نامیانگجو، استان استان گیونگ‌گی، ۱٫۶ کیلومتر از ایستگاه Geumgok است. بقایای ملکه جئونگ سون همسر پادشاه دانجونگ در آن نگهداری می‌شود.

### Seonjeongneung (선정릉)
در جنوب سئول، Jeongneung (نباید با همنام خود در دامنه‌های جنوبی کوه بوخانسان، همچنین در سئول اشتباه گرفته شود) مقبره پادشاه چونگ‌جونگ است، در حالی که Seolleung بقایای پادشاه سئونگ‌جونگ و همسر سوم او، ملکه جونگ‌هیون را در خود جای داده است. . مقبره‌ها در پارکی قرار دارند که ورودی آن ۳۴۰ متر با ایستگاه Seolleung فاصله دارد.

### خوشه سئورونگ (서오릉)
گروهی از مقبره‌ها در گویانگ، استان گیونگگی، چانگ نیونگ (창릉) (پادشاه یجونگ و همسر دومش، ملکه آنسون)، هونگ نیونگ (홍릉) (ملکه جونگ سونگ، همسر اول پادشاه یونگجو) را در خود جای داده است؛ نباید با محل استراحت اشتباه شود. ملکه میونگ سونگ و امپراتور گوجونگ در نامیانگجو)، گیونگ نئونگ (경릉) (ولیعهد اویگیونگ، که پس از مرگ به عنوان پادشاه دئوک جونگ مفتخر شد، و ملکه سوهیه، معروف به ملکه اینسو)، اینگنونگ (익릉) (ملکه اینگیونگ، اولین همسر پادشاه سوکجونگ) و میونگ نیونگ (명릉) (قبرهای دوقلو پادشاه سوکجونگ و همسر دومش، ملکه اینهیون؛ و دانئونگ (단릉)، مقبره همسر سوم سوکجونگ، ملکه اینوون). مقبره‌های قابل توجه دیگر عبارتند از Daebinmyo (대빈묘) (همسر نجیب سلطنتی هوی از قبیله Indong Jang، صیغه پادشاه سوکجونگ و مادر پادشاه گیئونگ‌جونگ)، Sugyeongwon (수경원) (همسر نجیب سلطنتی Yeong of the Jeonu)، صیغه پادشاه یونگجو و مادر بیولوژیکی ولیعهد سادو) و سانچانگ وون (순창원) (ولیعهد سانهو و ولیعهد گونگو).

### خوشه Seosamneung (서삼릉)
Seosamneung (به معنای واقعی کلمه به «سه مقبره غربی» ترجمه شده است) در گویانگ، استان گیونگ‌گی، واقع شده است. ۲۰کیلومتری سئول قرار دارد. این خوشه Hwireung (휘릉) (ملکه جانگیونگ، همسر دوم پادشاه چونگ‌جونگ)، Hyoreung (효릉) (پادشاه اینجونگ و ملکه اینسونگ) و Yereung (예릉) (پادشاه چئولجونگ و ملکه چورین) را در خود جای داده است. پنجاه مقبره دیگر نیز وجود دارد که مهم‌ترین آنها هومیو (회묘) (ملکه مخلوع یون، همسر دوم پادشاه سئونگ‌جونگ و مادر یونسانگون)، هیوچانگ وون (효창원) (ولیعهد مونهیو)، سوگیونگ وون (소경원) (ولیعهد سوهیون) واقع در یک منطقه نامشخص) و Uiryeongwon (의령원) (ولیعهد اویسو). این خوشه به عنوان محل استراحت بسیاری از شاهزاده‌ها و شاهزاده خانم‌ها، و همچنین سه تن از صیغه‌های پادشاه جونگجو (از جمله همسر نجیب سلطنتی از قبیله چانگنیونگ سونگ) و یک صیغه پادشاه هئونجونگ (همسر نجیب سلطنتی گیونگ از گوانگسان کیم) عمل می‌کند. علاوه بر این، بناهای تاریخی ساخته شده برای قرار دادن جفت سلطنتی و بند ناف (معروف به taesil)، که زمانی در سراسر کره پراکنده بود، نیز در اینجا جمع‌آوری شده است.

### Taegangneung (태강릉)
واقع در شرق سئول، ۱ کیلومتر دورتر از یکدیگر، Taereung (태릉) بقایای ملکه مونجونگ را نگه می‌دارد، در حالی که Gangneung (강릉) محل استراحت پسر و عروسش، پادشاه میونگ‌جونگ و ملکه اینسون است.

### Uireung (의릉)
Uireung یک جفت مقبره است که در یک ردیف چیده شده‌اند و بقایای پادشاه گیئونگ‌جونگ و همسر دومش، ملکه سئونویی را در خود جای داده است. این در Seokgwan-dong، ناحیه سونگ‌بوک، سئول واقع شده است.

### Yeongneung (영릉)
این مقبره‌ها که نام‌هایشان یکسان اما با هانجا متفاوت تلفظ می‌شود، در غرب شهر یوجو، استان گیونگ‌گی قرار دارند. سجونگ کبیر و همسرش، ملکه سوهئون، درون یک تپه دفن هستند که توسط مجسمه‌ها احاطه شده و در نزدیکی یک برکه و زیارتگاه یادبود قرار دارند. مقبره پادشاه هیوجونگ در راستای مقبره همسرش ملکه اینسون قرار دارد.

### Yunggeolleung (융건릉)
یونگ نیونگ (융릉) در پارکی در هواسونگ، استان گیونگ‌گی، محل استراحت ولیعهد سادو و بانوی هیگیونگ (پس از مرگ به عنوان پادشاه جانگجو و ملکه هئونگ یونگ مفتخر شد)، در حالی که ژئولئونگ (건릉) بقایای پادشاه جونگ‌جو و ملکه را نگه می‌دارد.